# Preston Sturges
Preston Sturges (født 29. august 1898, død 6. august 1959) var en amerikansk manuskriptforfatter og filminstruktør.
Sturges var en af de største instruktører af screwball comedy'er. Han vandt en Oscar for bedste originale manuskript for The Great McGinty, og i 1945 blev han nomineret til to Oscars for The Miracle of Morgans Creek og Hail the Conquering Hero.
Han var gift fire gange.

## Udvalgte film
- The Great McGinty (1940)
- En moderne Eva (The Lady Eve, 1941)
- Med 10 cent på lommen (Sullivan's Travels, 1941)
- The Palm Beach Story (1942)
- The Miracle of Morgan's Creek (1944)
- Hail the Conquering Hero (1944)